# Phyllanthus (vogel)
Phyllanthus is een geslacht van zangvogels uit de familie Leiothrichidae.